# Китиці часу
«Китиці часу» — п'ята друкована збірка поетичних творів Тодося Осьмачки, що вийшла друком у м. Новий Ульм, Німеччина, у видавництві «Українські вісті» 1953 року.

## Історія видання
Навесні 1944 року письменник разом із багатьма співвітчизниками був змушений покинути Україну і опинився в одному з таборів для «переміщених осіб» (ДП) у західній зоні німецької окупації.
Протягом трьох років, проведених у Німеччині, Тодосеві Осьмачці вдалось опублікувати повість «Старший боярин», рукопис якої Ю.Стефанику вдалося вивезли до Відня, завершити й видати поему «Поет», яка проте була доволі критично сприйнята українськими письменниками-емігрантами, а згодом на сторінках періодичних видань української еміграції з'явились оповідання «Мудрець» та «Психічна розрядка». Розхитана через численні травми психіка давала про себе знати. Поет був нервовий, йому завжди здавалося, що хто дивиться на нього, підслуховує, тому коли в кімнати почали заселяти по кілька людей одразу, Осьмачка панічно шукав місце, де б міг побути сам. Через це його виселили з еміграційного табору. Поет переселився спочатку до Мюнхена, а потім — до Аугсбурга.
Коли в Фюрті, передмісті Нюрнберга, сформувався МУР (Мистецький український рух), письменник став одним із його учасників, проте через внутрішні різноголосся угруповання та непевну політичну позицію, яка ввижалася йому як примара «червоного хвильовізму». Неспокійна вдача Тодося Осьмачки не давала йому жодного шансу на спокійне життя, а параноя гнала його далі. Прибувши до альпійського містечка Фюссена у 1945, він знайомиться з сім'єю Кейван, які знали про нього як про письменника, читали його «Думу про Зінька Самгородського» та збірку «Сучасникам». 1948 року поет емігрує з ними до Канади та США. Попри те, що гнаний манією переслідування Осьмачка уже ніде не затримувався надовго, як згадує Марія Кейван, він продовжує працювати над прозовими творами та перекладами.
У спогадах про поета Петро Одарченко пише, що не отримавши жодної підтримки від українських емігрантів у США, Тодось Осьмачка був змушений тяжко працювати, ще важче, ніж у Німеччині, а стратегічно обрав собі дім у Буффало, в прикордонній з Канадою зоні, поруч якої розташувалися міста Гамільтон, Торонто, а далі — залізницею можна було добратися до Монреаля та інших полісів, де здавна утворилися такі собі українські колонії. 1951-го року поет закінчує повість «План до двору» й через півроку вона виходить друком у Торонто.
Попри важкі умови, в яких довелося працювати поетові спочатку, за порадою П. Одарченка він влаштовується на книжкову фабрику в Філадельфії, де мав змогу відвідувати Літературний клуб під егідою Остапа Тарнавського. Тут він відчував, що в літературних колах завжди є бажаним гостем. Так за допомоги Григорія Костюка згодом, 1953 року, побачила світ збірка «Китиці часу», до якої увійшли поезії, створені протягом життя у Львові та в таборах переміщених осіб («ДП»).

## Склад збірки
До неї ввійшли оригінальні твори 1943-1948 років. Усього 50 поезій.
Це вірші емігрантської дійсності, елегійні, навіяні спогляданням вимріяних поетом ще в дитинстві Карпат, ностальгічні та звернені до України.

## Характеристика поезій збірки
Якщо погляд ліричного героя у більшості поезій перших збірок Т.Осьмачки ("Круча", "Скитські вогні", "Клекіт") спрямований назовні, на аналіз оточення та суспільних проблем, то майже весь ліричний доробок поета 30-40-х років (збірки "Сучасникам", «Китиці часу») можна охарактеризувати винятковою зосередженістю на внутрішніх переживаннях людини та розкритті станів її свідомості. А отже, на перший план висувається ліричний герой. Юрій Шерех зазначає «інтровертивний», інтроспективний характер лірики у збірці «Китиці часу», тим самим констатуючи виняткову зосередженість ліричного героя на «ландшафті власної душі».

### Ліричний герой
Екзистенційна позиція ліричного героя в поезії Тодося Осьмачки зумовлена загострено трагічним світобаченням поета. Роль його ліричного «я» відносно «світу» — це усвідомлення трагічної приреченості людини на роль жертви обставин.
Ліричний герой є відображенням Тодося Осьмачки, його типу світосприйняття, понівеченого численними поневіряннями у рідних краях та в еміграції. Він сприймає усе глобалізовано.
Поет майже все своє життя жодного разу не затримався десь довше року, щоразу гнаний манією переслідування, є важливим чинником для формування опозицій у ліричному всесвіті поезії: близьке/далеке, своє/чуже, Батьківщина/еміграція, — з яких також виокремлюється дрібніша опозиція міста і села, притаманна усім учасникам «Ланки», до якої у 20-х роках належав Тодось Осьмачка. На його думку, село катастрофічно швидко винищується під впливом творення міст і потребує відновлення селянської самосвідомості.
До загального безсилля слід зараховувати мотив нездійсненного кохання, що з'являється у його поезіях «Елегія», «Казка», «Сонце встало над лісами», збагачуючи їхній емоційний спектр, а згодом ще у низці віршів об'єднаних образом черниці, реальним прототипом якої стала зустріч 1943 року з матір'ю Йосифою.
Ви вирвали серце у себе з грудей,
А разом із ним і тривогу
І десь подали аж на небо руде
З маленької келії Богу.
А я на те місце жоржину приніс,
Де серце було в вашім лоні,
Та ви волосинкою теплою з кіс
Її почепили іконі.
Нерозділене кохання є тим елементом емоційного світу ліричного героя, що ще більш підкреслює його відірваність від світу, вводить його у концепт «Іншого». Не прийнятий рідним суспільством поет не може знайти собі затишного місця ніде. Коло самотності стискається навколо нього, а всі марні спроби вибратися з нього через кохання, творчіть або спілкування викликають лише почуття повної поразки. Ліричний герой Т.Осьмачки — самотній двічі: людина в оточенні байдужих «інших» і як поет у світі, де поезія не має ціни. Основа його екзистенції — самотність, відчай, мука — створюють уявлення про одвічну драму існування, у якій ліричний герой є жертвою непідвласних його волі обставин, які є вищими від його можливостей. Коло конфлікту замикається. «Трагічний» Дон Кіхот, він знаходить себе жертвою навіть в обставинах, які безпосередньо піддаються контролю. Як, не отримавши жаданого від черниці, ліричний герой шкодує, що він «не Фауст і не біс», якому вседозволена жорстокість видається нормальною:
І видер би з кісток та з м'язів
Твоє жіноче молоде,
Аби ти кривдника по цій образі
Не забувала вже ніде.
А в мене в серці потім щоб росина
Тремтіла спогадом лиха,
І я шептав: «Христе спаси нас
Від найстрашнішого гріха…»

### Часопростір
Часопростір ранніх творів Осьмачки часом позбавлений географічної та історичної конкретики. Для ліричного героя поезій Т.Осьмачки характерне усвідомленням часового плину як невпинного катастрофічного зсування українського світу у вселенський хаос. Тому він губиться у круговерті хаотичних символів, кольорів, криків, ридань, але водночас ніби закутий у власний часопростір, який не може змінюватися, і звідки немає виходу. Він може рухатися лише вперед — туди, де на нього обов'язково чатує катастрофічна небезпека. Загроза існуванню зображена прямо: людина в Осьмачки опиняється в неволі, вона «закута в ланцюги», «розіп'ята» і загалом приречена на смерть і страждання. Така модель часу і простору є частково міфологічною — гіперболізованою, від початку, «золотого віку», до неминучої загибелі світу:
І на прірву, на чорний космічний поріг
Відпочити навіки орел уже став
Й над безоднею крила у чорнім пері,
Як морські береги в далечінь розіклав[…]
Та й у чорну пустелю самотньо горять
з-над безодні — останньої і світі труни,
а в повітрі зависли склянисті моря,
мов завмерлі громи, глушини, глушини…
Поет додає до перебільшеної світобудови безмежний підземний простір — «глиб світів», «безодня неминуча», «земна паща». Україну він ставить у центр, а все решта обертається навколо неї так, що локальні проблеми сягають космічного рівня.
З часом апокаліптичне руйнування української дійсності у поезії Тодося Осьмачки нівелюється за рахунок глибшого занурення у власний темний світ, скаламучений важким нервовим станом. Поет будує новий поетичний всесвіт, все ще сповнений апокаліптичного трепету, але уже спокійний. Його пейзажі втрачають той пекучий контраст, з'являється більше пастельних сірих тонів, ніби щось всередині ліричного героя згасає.
І знов, і знов душа моя безсила 
питається прокляттям літ:
навіщо ти мене взяла й пустила
самотнього на білий світ […]
Й тому я, ноче, знов благаю:
зроби мене ялицею в бору
і чи на горах вкоріни, чи скраю,
я в кучугурах радісно замру.

### Природа

#### Образ стихії
Тодось Осьмачка широко залучає природні образи до своєї поезії.
Воно нависає над ліричним героєм руйнівними стихіями, зокрема найбільш поширеними — вихором, вітром, дощем, вогнем, — та усіма звуковими та зоровими ефектами одночасно.
І сонце росло
Й надувалось вогнями,
Пружинили хвилі сліпучі на йому:
З його берегів випадали на землю,
Неначе підкови розпечені з горна…
Горіли долини,
Горіла пустеля,
І посеред неї
дивезна дорога,
похожа на довгий-предовгий
підпалений хвіст,
який ворушився
в розбурханім шматті вогню…

#### Анімалістичні образи
У творах присутні анімалістичні образи хижих тварин: круків, воронів, кажанів, особливо часто — вовків, собак.
Бо ворони у нас, мов лісничого ріг,
голосні і зимою в гаях,
де журба не блукає ніде без доріг
і де легко минав її я.

### Колірна гама
Ефекту кардинального контрасту між добром і злом, життям і смертю, теперішнім і майбутнім письменник досягає за рахунок візуалізації зображуваного. Його поезія має специфічну кольорову гаму на позначення цього контрасту між теперішнім і майбутнім. Останньому притаманне різнобарв'я, зокрема переважання світлих сонячних кольорів, як символу незайманості руйнівними людськими діями.
І прозорість стигне у небеснім плесі
Тонша і ясніша, ніж гострінь меча… […]
«Теперішньому» ж навпаки властиві червоно-чорні кольори, на позначення страждання, смерті, крові, нещастя. Вони присутні чи не у кожному вірші Осьмачки, підкреслюючи фатальність, демонічність і наступ хаосу людського існування з ідилічними образами героїчного минулого та казкового майбутнього.
І ти впади вогнем туди,
Нехай з їх полум'я і дим
Похиляться через віки,
І я побачу з-під руки
Червоні ночі, чорні дні[…]
Часто ці кольорові гами поєднуються в одній поезії, приходячи на зміну одна одній.

### Віра і релігія
Тодось Осьмачка часто звертається до біблійних образів як до засобу посилення контрастів між дійсним і жаданим, а також — глобалізації світосприйняття. У ранніх поетичних спробах — це метод демонізації людської дійсності, де Бог, хрест, Ісус, ікона виступають співрозмовниками ліричного героя, яких він спонукає до дій.
У збірці «Китиці часу» біблійні мотиви присутні у більшості поезій, проте як опозиція до почуттів ліричного героя, певна перешкода на його шляху.
Мій Боже, ти любиш з блакитної арки
пускати над селами пил,
і нюхати в церкві, як пахнуть огарки,
олива і дим із кадил,
і мовчки приймати собі на приносах
серця від стражденних жінок,
і в зорянім вівтарі, скупанім в росах,
ховати їх в спільний мішок…
Образ Борогодиці Осьмачка сприймає як прообраз жінки.
[…]як пресвятая Мати Божа -
і дівчина і на жінок похожа!

## Повторне видання
Вдруге збірка побачила світ 1991 року у книзі вибраних творів «Поезії», у видавництві «Радянський Письменник» у Києві.